# Bertil Sandström
Karl Bertil (Bertil) Sandström (Gävle, 25 november 1887 - Solna, 1 december 1964) was een Zweedse ruiter, die gespecialiseerd was in dressuur. Sandström behaalde zowel tijdens de Olympische Zomerspelen 1920 als 1924 de zilveren medaille individueel, tijdens deze twee spelen was er geen landenwedstrijd dressuur. Tijdens de Olympische Zomerspelen 1932 in Los Angeles behaalde hij de tweede plaats individueel maar deze plaats werd Sandström afgenomen vanwege het gebruik van klikgeluiden richting zijn paard, wel behaalde hij met het Zweedse team de zilveren medaille in de landenwedstrijd.

## Resultaten
- Olympische Zomerspelen 1920 in Antwerpen  individueel dressuur met Sabel
- Olympische Zomerspelen 1924 in Parijs  individueel dressuur met Sabel

- Olympische Zomerspelen 1932 in Los Angeles 10e individueel dressuur met Kreta
- Olympische Zomerspelen 1932 in Los Angeles  landenwedstrijd dressuur met Kreta